# Шелби (Монтана)
Шелби (енгл. Shelby) град је у америчкој савезној држави Монтана.

## Демографија
По попису из 2010. године број становника је 3.376, што је 160 (5,0%) становника више него 2000. године.
| Група             | 2000.         | 2010.         |
| Белци             | 2.952 (91,8%) | 2.958 (87,6%) |
| Афроамериканци    | 8 (0,2%)      | 28 (0,8%)     |
| Азијати           | 13 (0,4%)     | 17 (0,5%)     |
| Хиспаноамериканци | 40 (1,2%)     | 102 (3,0%)    |
| Укупно            | 3.216         | 3.376         |